# 鬼箭锦鸡儿
鬼箭锦鸡儿（学名：Caragana jubata）是一种豆科植物。这种植物分布于中国青海、西藏、新疆、甘肃、宁夏、内蒙古等省区的高山和亚高山地区，辽宁、河北、山西、陕西、四川等的山区也有分布；此外，中亚、西伯利亚、远东、蒙古、尼泊尔、锡金、不丹也有。